# Vụ bê bối thịt giả 2013

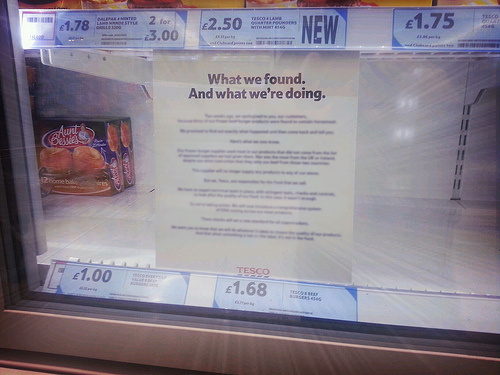
Bảng thông cáo tại một siêu thị Tesco theo sau vụ thu hồi thịt bò burger pha trộn với thịt ngựa.

Một vụ bê bối thịt giả mạo năm 2013 là một vụ bán thịt giả mạo tại Âu Châu, khi các loại thực phẩm được quảng cáo có chứa thịt bò nhưng thực chất được phát hiện có chứa thịt ngựa không khai báo, lên đến 100% hàm lượng thịt trong một số trường hợp, và các loại thịt không khai báo khác, chẳng hạn như thịt heo. Vụ việc bị đưa ra ánh sáng ngày 15 tháng 1 năm 2013, khi có báo cáo rằng DNA của ngựa được phát hiện trong thịt bò burger đông lạnh bày bán tại một số siêu thị Ireland và Anh.
Vụ khủng hoảng thịt này khiến người ta đặt vấn đề phải có những quy định và kiểm soát chặt chẽ hơn về thực phẩm bán cho công chúng.

## Anh và Ireland
Tại Anh và Ireland, cơ quan an toàn thực phẩm nhận thấy thịt ngựa lẫn trong thịt bò và thịt cừu bán ở một số nhà hàng và các siêu thị. Hamburger của Burger King cũng có thịt ngựa và công ty này phải chấm dứt hợp đồng với một hãng cung cấp thịt.
Thịt ngựa thông dụng ở nhiều quốc gia trên thế giới kể cả Âu Châu, nhưng không phải đồ ăn bình thường tại Anh cũng như Hoa Kỳ. Ở Hòa Lan có nhiều hàng thịt bán thịt ngựa chế biến sẵn thành nhiều món ăn khác nhau. Tại Anh bán thịt ngựa không là phạm pháp nếu ghi rõ là thịt gì.
Hàng chục lò sát sinh tại Anh bị khám xét và một số nơi người ta thấy có pha lẫn thịt heo trong thịt bò, không bị cấm nhưng là trái phép.

## Pháp
Ngày 12 tháng 2 năm 2013, Pháp trở thành quốc gia Âu Châu thứ nhì, sau Anh Quốc, xác nhận có sự kiện thịt đông lạnh đem bán cho dân chúng, thay vì thịt bò lại hóa ra thịt ngựa.
Picard, nhà buôn lẻ có hằng trăm tiệm trên khắp nước Pháp, cho biết qua nhiều thử nghiệm, xác nhận có thịt ngựa hiện diện trong hai lô thịt "bò" đông lạnh và được thu hồi, sau khi vụ tai tiếng đổ bể.